# Once Upon a Time – Es war einmal …/Episodenliste

Logo zur Serie

Diese Episodenliste enthält alle Episoden der US-amerikanischen Fantasyserie Once Upon a Time – Es war einmal …, sortiert nach der US-amerikanischen Erstausstrahlung. Zwischen 2011 und 2018 entstanden in sieben Staffeln insgesamt 155 Episoden mit einer Länge von jeweils etwa 42 Minuten.

## Übersicht
| Staffel | Episodenanzahl | Erstausstrahlung USA | Erstausstrahlung USA | Deutschsprachige Erstausstrahlung | Deutschsprachige Erstausstrahlung |
| Staffel | Episodenanzahl | Staffelpremiere      | Staffelfinale        | Staffelpremiere                   | Staffelfinale                     |
| ------- | -------------- | -------------------- | -------------------- | --------------------------------- | --------------------------------- |
| 1       | 22             | 23. Oktober 2011     | 13. Mai 2012         | 4. September 2012                 | 22. Januar 2013                   |
| 2       | 22             | 30. September 2012   | 12. Mai 2013         | 4. Juni 2013                      | 29. Oktober 2013                  |
| 3       | 22             | 29. September 2013   | 11. Mai 2014         | 29. Juli 2014                     | 23. Dezember 2014                 |
| 4       | 23             | 28. September 2014   | 10. Mai 2015         | 1. Juli 2015                      | 2. Dezember 2015                  |
| 5       | 23             | 27. September 2015   | 15. Mai 2016         | 12. Oktober 2016                  | 28. Dezember 2016                 |
| 6       | 22             | 25. September 2016   | 14. Mai 2017         | 13. September 2017                | 22. November 2017                 |
| 7       | 22             | 6. Oktober 2017      | 18. Mai 2018         | 5. September 2018                 | 30. Januar 2019                   |

## Staffel 1
Die Erstausstrahlung der ersten Staffel war vom 23. Oktober 2011 bis zum 13. Mai 2012 auf dem US-amerikanischen Sender ABC zu sehen. Die deutschsprachige Erstausstrahlung sendete der deutsche Pay-TV-Sender Passion vom 4. September 2012 bis zum 22. Januar 2013.
| Nr. (ges.) | Nr. (St.) | Deutscher Titel                 | Originaltitel                | Erstausstrahlung USA | Deutschsprachige Erstausstrahlung (D) | Regie                 | Drehbuch                                              | Zuschauer (USA) |
| ---------- | --------- | ------------------------------- | ---------------------------- | -------------------- | ------------------------------------- | --------------------- | ----------------------------------------------------- | --------------- |
| 1          | 1         | Das verlorene Happy End         | Pilot                        | 23. Okt. 2011        | 4. Sep. 2012                          | Mark Mylod            | Edward Kitsis & Adam Horowitz                         | 12,93 Mio.      |
| 2          | 2         | Das, was du am meisten liebst … | The Thing You Love Most      | 30. Okt. 2011        | 4. Sep. 2012                          | Greg Beeman           | Edward Kitsis & Adam Horowitz                         | 11,74 Mio.      |
| 3          | 3         | Der Fall Snow White             | Snow Falls                   | 6. Nov. 2011         | 11. Sep. 2012                         | Dean White            | Liz Tigelaar                                          | 11,45 Mio.      |
| 4          | 4         | Ein hoher Preis für Gold        | The Price of Gold            | 13. Nov. 2011        | 18. Sep. 2012                         | David Solomon         | David H. Goodman                                      | 11,36 Mio.      |
| 5          | 5         | Die leise Stimme des Gewissens  | That Still Small Voice       | 27. Nov. 2011        | 25. Sep. 2012                         | Paul Edwards          | Jane Espenson                                         | 10,69 Mio.      |
| 6          | 6         | Der Hirte                       | The Shepherd                 | 4. Dez. 2011         | 2. Okt. 2012                          | Victor Nelli          | Andrew Chambliss & Ian Goldberg                       | 9,66 Mio.       |
| 7          | 7         | Das Herz ist ein einsamer Jäger | The Heart Is a Lonely Hunter | 11. Dez. 2011        | 9. Okt. 2012                          | David M. Barrett      | Edward Kitsis & Adam Horowitz                         | 8,92 Mio.       |
| 8          | 8         | Verzweifelte Seelen             | Desperate Souls              | 8. Jan. 2012         | 16. Okt. 2012                         | Michael Waxman        | Jane Espenson                                         | 10,35 Mio.      |
| 9          | 9         | Im Haus der Hexe                | True North                   | 15. Jan. 2012        | 23. Okt. 2012                         | Dean White            | David H. Goodman & Liz Tigelaar                       | 9,83 Mio.       |
| 10         | 10        | Der Schmerz der Liebe           | 7:15 A.M.                    | 22. Jan. 2012        | 30. Okt. 2012                         | Ralph Hemecker        | Daniel T. Thomsen Idee: Edward Kitsis & Adam Horowitz | 9,33 Mio.       |
| 11         | 11        | Frucht des vergifteten Baumes   | Fruit of the Poisonous Tree  | 29. Jan. 2012        | 6. Nov. 2012                          | Bryan Spicer          | Ian Goldberg & Andrew Chambliss                       | 10,91 Mio.      |
| 12         | 12        | Das Biest und die Schöne        | Skin Deep                    | 12. Feb. 2012        | 13. Nov. 2012                         | Milan Cheylov         | Jane Espenson                                         | 8,65 Mio.       |
| 13         | 13        | Fluch und Versuchung            | What Happened to Frederick   | 19. Feb. 2012        | 20. Nov. 2012                         | Dean White            | David H. Goodman                                      | 9,84 Mio.       |
| 14         | 14        | Jenseits der Träume             | Dreamy                       | 4. März 2012         | 27. Nov. 2012                         | David Solomon         | Edward Kitsis & Adam Horowitz                         | 10,67 Mio.      |
| 15         | 15        | Wolfswinter                     | Red-Handed                   | 11. März 2012        | 4. Dez. 2012                          | Ron Underwood         | Jane Espenson                                         | 9,29 Mio.       |
| 16         | 16        | Finsternis im Herzen            | Heart of Darkness            | 18. März 2012        | 11. Dez. 2012                         | Dean White            | Andrew Chambliss & Ian Goldberg                       | 8,69 Mio.       |
| 17         | 17        | Der Hutmacher                   | Hat Trick                    | 25. März 2012        | 18. Dez. 2012                         | Ralph Hemecker        | Vladimir Cvetko & David H. Goodman                    | 8,82 Mio.       |
| 18         | 18        | Schmetterlingseffekt            | The Stable Boy               | 1. Apr. 2012         | 25. Dez. 2012                         | Dean White            | Edward Kitsis & Adam Horowitz                         | 8,36 Mio.       |
| 19         | 19        | Die Rückkehr und die Fragen     | The Return                   | 22. Apr. 2012        | 1. Jan. 2013                          | Paul Edwards          | Jane Espenson                                         | 8,84 Mio.       |
| 20         | 20        | Emmas Bürde                     | The Stranger                 | 29. Apr. 2012        | 8. Jan. 2013                          | Gwyneth Horder-Payton | Ian Goldberg & Andrew Chambliss                       | 9,20 Mio.       |
| 21         | 21        | Ein Apfel, rot wie Blut         | Apple Red as Blood           | 6. Mai 2012          | 15. Jan. 2013                         | Milan Cheylov         | Jane Espenson & David H. Goodman                      | 8,95 Mio.       |
| 22         | 22        | Ein Land ohne Magie             | A Land Without Magic         | 13. Mai 2012         | 22. Jan. 2013                         | Dean White            | Edward Kitsis & Adam Horowitz                         | 9,66 Mio.       |

## Staffel 2
Die Erstausstrahlung der zweiten Staffel war vom 30. September 2012 bis zum 12. Mai 2013 auf dem US-amerikanischen Sender ABC zu sehen. Die deutschsprachige Erstausstrahlung sendete der deutsche Pay-TV-Sender Passion vom 4. Juni bis zum 29. Oktober 2013.
| Nr. (ges.) | Nr. (St.) | Deutscher Titel                                    | Originaltitel                | Erstausstrahlung USA | Deutschsprachige Erstausstrahlung (D) | Regie                 | Drehbuch                             | Zuschauer (USA) |
| ---------- | --------- | -------------------------------------------------- | ---------------------------- | -------------------- | ------------------------------------- | --------------------- | ------------------------------------ | --------------- |
| 23         | 1         | Der neue Fluch der Freiheit                        | Broken                       | 30. Sep. 2012        | 4. Juni 2013                          | Ralph Hemecker        | Edward Kitsis & Adam Horowitz        | 11,36 Mio.      |
| 24         | 2         | Zwei Seelen in der Brust                           | We Are Both                  | 7. Okt. 2012         | 11. Juni 2013                         | Dean White            | Jane Espenson                        | 9,84 Mio.       |
| 25         | 3         | Muttergefühle                                      | Lady of the Lake             | 14. Okt. 2012        | 18. Juni 2013                         | Milan Cheylov         | Andrew Chambliss & Ian Goldberg      | 9,45 Mio.       |
| 26         | 4         | Der Zorn des Krokodils                             | The Crocodile                | 21. Okt. 2012        | 25. Juni 2013                         | David Solomon         | David H. Goodman & Robert Hull       | 9,89 Mio.       |
| 27         | 5         | Der Doktor aus einem anderen Land                  | The Doctor                   | 28. Okt. 2012        | 2. Juli 2013                          | Paul Edwards          | Edward Kitsis & Adam Horowitz        | 9,85 Mio.       |
| 28         | 6         | Der Traum von Tallahassee                          | Tallahassee                  | 4. Nov. 2012         | 9. Juli 2013                          | David M. Barrett      | Christine Boylan & Jane Espenson     | 10,15 Mio.      |
| 29         | 7         | Kinder des Mondes                                  | Child of the Moon            | 11. Nov. 2012        | 16. Juli 2013                         | Anthony Hemingway     | Ian Goldberg & Andrew Chambliss      | 8,75 Mio.       |
| 30         | 8         | Hinab in verborgene Welten                         | Into the Deep                | 25. Nov. 2012        | 23. Juli 2013                         | Ron Underwood         | Kalinda Vazquez & Daniel T. Thomsen  | 8,82 Mio.       |
| 31         | 9         | Herzkönigin                                        | Queen of Hearts              | 2. Dez. 2012         | 30. Juli 2013                         | Ralph Hemecker        | Edward Kitsis & Adam Horowitz        | 9,10 Mio.       |
| 32         | 10        | Das Spiel der Grille                               | The Cricket Game             | 6. Jan. 2013         | 6. Aug. 2013                          | Dean White            | David H. Goodman & Robert Hull       | 9,11 Mio.       |
| 33         | 11        | An der Grenze                                      | The Outsider                 | 13. Jan. 2013        | 13. Aug. 2013                         | David Solomon         | Andrew Chambliss & Ian Goldberg      | 8,24 Mio.       |
| 34         | 12        | Das Leben, der Tod und die Alternativen            | In the Name of the Brother   | 20. Jan. 2013        | 20. Aug. 2013                         | Milan Cheylov         | Jane Espenson                        | 7,68 Mio.       |
| 35         | 13        | Anton und die Bohnenranke                          | Tiny                         | 10. Feb. 2013        | 27. Aug. 2013                         | Guy Ferland           | Christine Boylan & Kalinda Vazquez   | 7,08 Mio.       |
| 36         | 14        | Rumpelstilzchens Spiel mit dem Schicksal           | Manhattan                    | 17. Feb. 2013        | 3. Sep. 2013                          | Dean White            | Edward Kitsis & Adam Horowitz        | 7,61 Mio.       |
| 37         | 15        | Vom Verlöschen des Guten                           | The Queen Is Dead            | 3. März 2013         | 10. Sep. 2013                         | Gwyneth Horder-Payton | Daniel T. Thomsen & David H. Goodman | 7,39 Mio.       |
| 38         | 16        | Das Herz von Cora                                  | The Miller’s Daughter        | 10. März 2013        | 17. Sep. 2013                         | Ralph Hemecker        | Jane Espenson                        | 7,64 Mio.       |
| 39         | 17        | Willkommen in Storybrooke                          | Welcome to Storybrooke       | 17. März 2013        | 24. Sep. 2013                         | David M. Barrett      | Ian Goldberg & Andrew Chambliss      | 7,45 Mio.       |
| 40         | 18        | Selbstlos, mutig und treu                          | Selfless, Brave and True     | 24. März 2013        | 1. Okt. 2013                          | Ralph Hemecker        | Robert Hull & Kalinda Vazquez        | 7,38 Mio.       |
| 41         | 19        | Lacey und die Erinnerung an Belle                  | Lacey                        | 21. Apr. 2013        | 8. Okt. 2013                          | Milan Cheylov         | Edward Kitsis & Adam Horowitz        | 7,37 Mio.       |
| 42         | 20        | Die boshafte Welt der Königin                      | The Evil Queen               | 28. Apr. 2013        | 15. Okt. 2013                         | Gwyneth Horder-Payton | Christine Boylan & Jane Espenson     | 7,16 Mio.       |
| 43         | 21        | Zweiter Stern rechts …                             | Second Star to the Right     | 5. Mai 2013          | 22. Okt. 2013                         | Ralph Hemecker        | Andrew Chambliss & Ian Goldberg      | 7,50 Mio.       |
| 44         | 22        | … und dann immer geradeaus bis zur Morgendämmerung | And Straight On ’Til Morning | 12. Mai 2013         | 29. Okt. 2013                         | Dean White            | Edward Kitsis & Adam Horowitz        | 7,33 Mio.       |

## Staffel 3
Die Erstausstrahlung der dritten Staffel war vom 29. September 2013 bis zum 11. Mai 2014 auf dem US-amerikanischen Sender ABC zu sehen. Die deutschsprachige Erstausstrahlung sendete der deutsche Pay-TV-Sender Passion vom 29. Juli bis zum 23. Dezember 2014.
| Nr. (ges.) | Nr. (St.) | Deutscher Titel                          | Originaltitel                    | Erstausstrahlung USA | Deutschsprachige Erstausstrahlung (D) | Regie                 | Drehbuch                             | Zuschauer (USA) |
| ---------- | --------- | ---------------------------------------- | -------------------------------- | -------------------- | ------------------------------------- | --------------------- | ------------------------------------ | --------------- |
| 45         | 1         | Wenn böse Träume fliegen lernen          | The Heart of the Truest Believer | 29. Sep. 2013        | 29. Juli 2014                         | Ralph Hemecker        | Edward Kitsis & Adam Horowitz        | 8,52 Mio.       |
| 46         | 2         | Erkenne dich selbst                      | Lost Girl                        | 6. Okt. 2013         | 5. Aug. 2014                          | Ron Underwood         | Andrew Chambliss & Kalinda Vazquez   | 8,00 Mio.       |
| 47         | 3         | Eine recht gewöhnliche Fee               | Quite a Common Fairy             | 13. Okt. 2013        | 12. Aug. 2014                         | Alex Zakrzewski       | Jane Espenson                        | 7,53 Mio.       |
| 48         | 4         | Hört ihr die Melodie des Rattenfängers?  | Nasty Habits                     | 20. Okt. 2013        | 19. Aug. 2014                         | David Boyd            | David H. Goodman & Robert Hull       | 7,05 Mio.       |
| 49         | 5         | Und sie wurden Piraten                   | Good Form                        | 27. Okt. 2013        | 26. Aug. 2014                         | Jon Amiel             | Christine Boylan & Daniel T. Thomsen | 7,23 Mio.       |
| 50         | 6         | Unter dem Meer                           | Ariel                            | 3. Nov. 2013         | 2. Sep. 2014                          | Ciaran Donnelly       | Edward Kitsis & Adam Horowitz        | 7,55 Mio.       |
| 51         | 7         | Reich der Schatten                       | Dark Hollow                      | 10. Nov. 2013        | 9. Sep. 2014                          | Guy Ferland           | Kalinda Vasquez & Andrew Chambliss   | 6,71 Mio.       |
| 52         | 8         | Die Lüge am Ende der ewigen Jugend       | Think Lovely Thoughts            | 17. Nov. 2013        | 16. Sep. 2014                         | David Solomon         | David H. Goodman & Robert Hull       | 6,66 Mio.       |
| 53         | 9         | Rettet Henry                             | Save Henry                       | 1. Dez. 2013         | 23. Sep. 2014                         | Andy Goddard          | Christine Boylan & Daniel T. Thomsen | 6,64 Mio.       |
| 54         | 10        | Pans neues Neverland?                    | The New Neverland                | 8. Dez. 2013         | 30. Sep. 2014                         | Ron Underwood         | Andrew Chambliss                     | 6,94 Mio.       |
| 55         | 11        | Es war keinmal …                         | Going Home                       | 15. Dez. 2013        | 7. Okt. 2014                          | Ralph Hemecker        | Edward Kitsis & Adam Horowitz        | 6,44 Mio.       |
| 56         | 12        | Grün ist das neue Schwarz                | New York City Serenade           | 9. März 2014         | 14. Okt. 2014                         | Billy Gierhart        | Edward Kitsis & Adam Horowitz        | 7,66 Mio.       |
| 57         | 13        | Hexenjagd                                | Witch Hunt                       | 16. März 2014        | 21. Okt. 2014                         | Guy Ferland           | Jane Espenson                        | 7,75 Mio.       |
| 58         | 14        | Rapunzels Turm der Angst                 | The Tower                        | 23. März 2014        | 28. Okt. 2014                         | Ralph Hemecker        | Robert Hull                          | 6,91 Mio.       |
| 59         | 15        | Wo Lumière ist, ist auch Schatten        | Quiet Minds                      | 30. März 2014        | 4. Nov. 2014                          | Eagle Egilsson        | Kalinda Vazquez                      | 6,64 Mio.       |
| 60         | 16        | Grün vor Neid                            | It’s Not Easy Being Green        | 6. Apr. 2014         | 11. Nov. 2014                         | Mario van Peebles     | Andrew Chambliss                     | 7,26 Mio.       |
| 61         | 17        | Captain Black Beard und die Jolly Roger  | The Jolly Roger                  | 13. Apr. 2014        | 18. Nov. 2014                         | Ernest Dickerson      | David H. Goodman                     | 6,50 Mio.       |
| 62         | 18        | Unsere Mütter, unsere Täter              | Bleeding Through                 | 20. Apr. 2014        | 25. Nov. 2014                         | Romeo Tirone          | Daniel T. Thomsen & Jane Espenson    | 5,95 Mio.       |
| 63         | 19        | Vergiftet ist die Seele des Fluchs       | A Curious Thing                  | 27. Apr. 2014        | 2. Dez. 2014                          | Ralph Hemecker        | Edward Kitsis & Adam Horowitz        | 7,34 Mio.       |
| 64         | 20        | Sei mit uns, sprach die gute Hexe von Oz | Kansas                           | 4. Mai 2014          | 9. Dez. 2014                          | Gwyneth Horder-Payton | Andrew Chambliss & Kalinda Vazquez   | 6,86 Mio.       |
| 65         | 21        | Emmas Dilemma mit der Geschichte         | Snow Drifts                      | 11. Mai 2014         | 16. Dez. 2014                         | Ron Underwood         | David H. Goodman & Robert Hull       | 6,80 Mio.       |
| 66         | 22        | Ein kühler Wind weht durch das Haus      | There’s No Place Like Home       | 11. Mai 2014         | 23. Dez. 2014                         | Ralph Hemecker        | Edward Kitsis & Adam Horowitz        | 6,80 Mio.       |

## Staffel 4
Die Erstausstrahlung der vierten Staffel war vom 28. September 2014 bis zum 10. Mai 2015 auf dem US-amerikanischen Sender ABC zu sehen. Die deutschsprachige Erstausstrahlung sendete der deutsche Pay-TV-Sender Passion vom 1. Juli bis zum 2. Dezember 2015.
| Nr. (ges.) | Nr. (St.) | Deutscher Titel                                               | Originaltitel                | Erstausstrahlung USA | Deutschsprachige Erstausstrahlung (D) | Regie                 | Drehbuch                           | Zuschauer (USA) |
| ---------- | --------- | ------------------------------------------------------------- | ---------------------------- | -------------------- | ------------------------------------- | --------------------- | ---------------------------------- | --------------- |
| 67         | 1         | Elsa und Anna von Arendelle                                   | A Tale of Two Sisters        | 28. Sep. 2014        | 1. Juli 2015                          | Ralph Hemecker        | Edward Kitsis & Adam Horowitz      | 9,47 Mio.       |
| 68         | 2         | Mauern aus Eis                                                | White Out                    | 5. Okt. 2014         | 8. Juli 2015                          | Ron Underwood         | Jane Espenson                      | 9,24 Mio.       |
| 69         | 3         | Im Winter der Schneekönigin                                   | Rocky Road                   | 12. Okt. 2014        | 15. Juli 2015                         | Morgan Beggs          | David H. Goodman & Jerome Schwartz | 7,92 Mio.       |
| 70         | 4         | Der Zauberlehrling                                            | The Apprentice               | 19. Okt. 2014        | 22. Juli 2015                         | Ralph Hemecker        | Andrew Chambliss & Dana Horgan     | 8,07 Mio.       |
| 71         | 5         | Ein Splitter des Zauberspiegels                               | Breaking Glass               | 26. Okt. 2014        | 29. Juli 2015                         | Alrick Riley          | Kalinda Vazquez & Scott Nimerfro   | 6,87 Mio.       |
| 72         | 6         | Das Faksimile der Liebe                                       | Family Business              | 2. Nov. 2014         | 5. Aug. 2015                          | Mario van Peebles     | Kalinda Vazquez & Andrew Chambliss | 7,54 Mio.       |
| 73         | 7         | Die Tragödie der drei Schwestern                              | The Snow Queen               | 9. Nov. 2014         | 12. Aug. 2015                         | Billy Gierhart        | Edward Kitsis & Adam Horowitz      | 7,42 Mio.       |
| 74         | 8         | Magie ist Sehnsucht, doch schnell wird sie zum Fluch (Teil 1) | Smash the Mirror (Part 1)    | 16. Nov. 2014        | 19. Aug. 2015                         | Eagle Egilsson        | David H. Goodman & Jerome Schwartz | 6,80 Mio.       |
| 74         | 9         | Magie ist Sehnsucht, doch schnell wird sie zum Fluch (Teil 2) | Smash the Mirror (Part 2)    | 16. Nov. 2014        | 26. Aug. 2015                         | Ralph Hemecker        | David H. Goodman & Jerome Schwartz | 6,80 Mio.       |
| 75         | 10        | Wenn Feen verschwinden                                        | Fall                         | 30. Nov. 2014        | 2. Sep. 2015                          | Mario van Peebles     | Jane Espenson                      | 6,43 Mio.       |
| 76         | 11        | Im Zauber der zersetzenden Sicht                              | Shattered Sight              | 7. Dez. 2014         | 9. Sep. 2015                          | Gwyneth Horder-Payton | Scott Nimerfro & Tze Chun          | 6,20 Mio.       |
| 77         | 12        | Die Königinnen der Dunkelheit                                 | Heroes and Villains          | 14. Dez. 2014        | 16. Sep. 2015                         | Ralph Hemecker        | Edward Kitsis & Adam Horowitz      | 5,69 Mio.       |
| 78         | 13        | Die Dunkelheit am Rande der Stadt                             | Darkness on the Edge of Town | 1. März 2015         | 23. Sep. 2015                         | Jon Amiel             | Edward Kitsis & Adam Horowitz      | 6,66 Mio.       |
| 79         | 14        | Unverziehen                                                   | Unforgiven                   | 8. März 2015         | 30. Sep. 2015                         | Adam Horowitz         | Andrew Chambliss & Kalinda Vazquez | 6,72 Mio.       |
| 80         | 15        | Maleficents Geschichte                                        | Enter the Dragon             | 15. März 2015        | 7. Okt. 2015                          | Ralph Hemecker        | David H. Goodman & Jerome Schwartz | 5,88 Mio.       |
| 81         | 16        | Ursulas Geschichte                                            | Poor Unfortunate Soul        | 22. März 2015        | 14. Okt. 2015                         | Steve Pearlman        | Andrew Chambliss & Dana Horgan     | 5,79 Mio.       |
| 82         | 17        | Fürchte die gute Absicht                                      | Best Laid Plans              | 29. März 2015        | 21. Okt. 2015                         | Ron Underwood         | Kalinda Vazquez & Jane Espenson    | 5,48 Mio.       |
| 83         | 18        | Spiegelfechterei                                              | Heart of Gold                | 12. Apr. 2015        | 28. Okt. 2015                         | Billy Gierhart        | Tze Chun & Scott Nimerfro          | 5,17 Mio.       |
| 84         | 19        | Cruellas Geschichte                                           | Sympathy for the De Vil      | 19. Apr. 2015        | 4. Nov. 2015                          | Romeo Tirone          | David H. Goodman & Jerome Schwartz | 5,12 Mio.       |
| 85         | 20        | Lily in der Welt der Lügen                                    | Lily                         | 26. Apr. 2015        | 11. Nov. 2015                         | Ralph Hemecker        | Andrew Chambliss & Dana Horgan     | 5,21 Mio.       |
| 86         | 21        | Solange es Mütter gibt                                        | Mother                       | 3. Mai 2015          | 18. Nov. 2015                         | Ron Underwood         | Jane Espenson                      | 5,31 Mio.       |
| 87         | 22        | Das gute Böse (Teil 1)                                        | Operation Mongoose (Part 1)  | 10. Mai 2015         | 25. Nov. 2015                         | Romeo Tirone          | Edward Kitsis & Adam Horowitz      | 5,51 Mio.       |
| 88         | 23        | Das böse Gute (Teil 2)                                        | Operation Mongoose (Part 2)  | 10. Mai 2015         | 2. Dez. 2015                          | Ralph Hemecker        | Edward Kitsis & Adam Horowitz      | 5,51 Mio.       |

## Staffel 5
Die Erstausstrahlung der fünften Staffel war vom 27. September 2015 bis zum 15. Mai 2016 auf dem US-amerikanischen Sender ABC zu sehen. Die deutschsprachige Erstausstrahlung sendete der deutsche Pay-TV-Sender RTL Passion vom 12. Oktober bis 28. Dezember 2016.
| Nr. (ges.) | Nr. (St.) | Deutscher Titel                           | Originaltitel         | Erstausstrahlung USA | Deutschsprachige Erstausstrahlung (D) | Regie                 | Drehbuch                            | Zuschauer (USA) |
| ---------- | --------- | ----------------------------------------- | --------------------- | -------------------- | ------------------------------------- | --------------------- | ----------------------------------- | --------------- |
| 89         | 1         | Schwarzer Schwan                          | The Dark Swan         | 27. Sep. 2015        | 12. Okt. 2016                         | Ron Underwood         | Edward Kitsis & Adam Horowitz       | 5,93 Mio.       |
| 90         | 2         | Die Tribute des Lebens                    | The Price             | 4. Okt. 2015         | 12. Okt. 2016                         | Romeo Tirone          | Andrew Chambliss & Dana Horgan      | 5,38 Mio.       |
| 91         | 3         | Der neue Ritter der Tafelrunde            | Siege Perilous        | 11. Okt. 2015        | 19. Okt. 2016                         | Ralph Hemecker        | Jane Espenson                       | 5,28 Mio.       |
| 92         | 4         | Ränke um Excalibur                        | The Broken Kingdom    | 18. Okt. 2015        | 19. Okt. 2016                         | Alrick Riley          | David H. Goodman & Jerome Schwartz  | 4,92 Mio.       |
| 93         | 5         | Traumfänger                               | Dreamcatcher          | 25. Okt. 2015        | 26. Okt. 2016                         | Romeo Tirone          | Edward Kitsis & Adam Horowitz       | 5,12 Mio.       |
| 94         | 6         | Der Bär und der Bogen                     | The Bear and the Bow  | 1. Nov. 2015         | 26. Okt. 2016                         | Ralph Hemecker        | Andrew Chambliss & Tze Chun         | 4,83 Mio.       |
| 95         | 7         | Nimues Liebe in den Zeiten der Dunkelheit | Nimue                 | 8. Nov. 2015         | 2. Nov. 2016                          | Romeo Tirone          | Jane Espenson                       | 4,88 Mio.       |
| 96         | 8         | Erben der Finsternis                      | Birth                 | 15. Nov. 2015        | 2. Nov. 2016                          | Eagle Egilsson        | David H. Goodman & Jerome Schwartz  | 4,85 Mio.       |
| 97         | 9         | Stark wie ein Bär                         | The Bear King         | 15. Nov. 2015        | 9. Nov. 2016                          | Geofrey Hildrew       | Andrew Chambliss                    | 4,85 Mio.       |
| 98         | 10        | All die Dunklen                           | Broken Heart          | 29. Nov. 2015        | 9. Nov. 2016                          | Romeo Tirone          | Dana Horgan & Tze Chun              | 4,38 Mio.       |
| 99         | 11        | Schwanengesang                            | Swan Song             | 6. Dez. 2015         | 16. Nov. 2016                         | Gwyneth Horder-Payton | Edward Kitsis & Adam Horowitz       | 4,56 Mio.       |
| 100        | 12        | Hades und die Seelen der Verstorbenen     | Souls of the Departed | 6. März 2016         | 16. Nov. 2016                         | Ralph Hemecker        | Edward Kitsis & Adam Horowitz       | 4,01 Mio.       |
| 101        | 13        | Hercules gegen Zerberus                   | Labor of Love         | 13. März 2016        | 23. Nov. 2016                         | Billy Gierhart        | Andrew Chambliss & Dana Horgan      | 4,31 Mio.       |
| 102        | 14        | Des Teufels Lohn                          | Devil’s Due           | 20. März 2016        | 23. Nov. 2016                         | Alrick Riley          | Jane Espenson                       | 3,54 Mio.       |
| 103        | 15        | Die Gebrüder Jones                        | The Brothers Jones    | 27. März 2016        | 7. Dez. 2016                          | Eagle Egilsson        | Jerome Schwartz & David H. Goodman  | 3,51 Mio.       |
| 104        | 16        | Vom Zerfall und Erwachen der Tugend       | Our Decay             | 3. Apr. 2016         | 7. Dez. 2016                          | Steve Pearlman        | Tze Chun & Dana Horgan              | 3,78 Mio.       |
| 105        | 17        | Die Oger und allerhand Helden             | Her Handsome Hero     | 10. Apr. 2016        | 14. Dez. 2016                         | Romeo Tirone          | Jerome Schwartz                     | 3,75 Mio.       |
| 106        | 18        | Dorothys Schuhe                           | Ruby Slippers         | 17. Apr. 2016        | 14. Dez. 2016                         | Eriq La Salle         | Andrew Chambliss & Bill Wolkoff     | 3,76 Mio.       |
| 107        | 19        | Die schlafende Liebe der zwei Schwestern  | Sisters               | 24. Apr. 2016        | 21. Dez. 2016                         | Romeo Tirone          | David H. Goodman & Brigitte Hales   | 3,85 Mio.       |
| 108        | 20        | Der Dank der Unterwelt                    | Firebird              | 1. Mai 2016          | 21. Dez. 2016                         | Ron Underwood         | Jane Espenson                       | 3,77 Mio.       |
| 109        | 21        | Götter töten, Götter helfen               | Last Rites            | 8. Mai 2016          | 28. Dez. 2016                         | Craig Powell          | Jerome Schwartz                     | 3,75 Mio.       |
| 110        | 22        | In den Welten des Schicksals              | Only You              | 15. Mai 2016         | 28. Dez. 2016                         | Romeo Tirone          | David H. Goodman & Andrew Chambliss | 4,07 Mio.       |
| 111        | 23        | Die Königin ist tot, es lebe die Königin! | An Untold Story       | 15. Mai 2016         | 28. Dez. 2016                         | Dean White            | Edward Kitsis & Adam Horowitz       | 4,07 Mio.       |

## Staffel 6
Die Erstausstrahlung der sechsten Staffel war vom 25. September 2016 bis zum 14. Mai 2017 auf dem US-amerikanischen Sender ABC zu sehen. Die deutschsprachige Erstausstrahlung sendete der deutsche Pay-TV-Sender RTL Passion vom 13. September bis zum 22. November 2017.
| Nr. (ges.) | Nr. (St.) | Deutscher Titel                                                   | Originaltitel             | Erstausstrahlung USA | Deutschsprachige Erstausstrahlung (D) | Regie           | Drehbuch                                      | Zuschauer (USA) |
| ---------- | --------- | ----------------------------------------------------------------- | ------------------------- | -------------------- | ------------------------------------- | --------------- | --------------------------------------------- | --------------- |
| 112        | 1         | Die Bestimmung der Retter                                         | The Savior                | 25. Sep. 2016        | 13. Sep. 2017                         | Eagle Egilsson  | Edward Kitsis & Adam Horowitz                 | 3,99 Mio.       |
| 113        | 2         | Der rätselhafte Graf von Monte Christo                            | A Bitter Draught          | 2. Okt. 2016         | 13. Sep. 2017                         | Ron Underwood   | Andrew Chambliss & Dana Horgan                | 3,72 Mio.       |
| 114        | 3         | Eine Hoffnung für Cinderella und Clorinda?                        | The Other Shoe            | 9. Okt. 2016         | 20. Sep. 2017                         | Steve Pearlman  | Jane Espenson & Jerome Schwartz               | 4,11 Mio.       |
| 115        | 4         | In der wundersamen Unordnung der Natur                            | Strange Case              | 16. Okt. 2016        | 20. Sep. 2017                         | Alrick Riley    | David H. Goodman & Nelson Soler               | 3,53 Mio.       |
| 116        | 5         | Der ungeschliffene Diamant                                        | Street Rats               | 23. Okt. 2016        | 27. Sep. 2017                         | Norman Buckley  | Edward Kitsis & Adam Horowitz                 | 3,40 Mio.       |
| 117        | 6         | Viele Meilen unter dem Meer                                       | Dark Waters               | 30. Okt. 2016        | 27. Sep. 2017                         | Robert Duncan   | Andrew Chambliss & Brigitte Hales             | 3,06 Mio.       |
| 118        | 7         | Sie haben einander so lieb, doch sie können zusammen nicht kommen | Heartless                 | 6. Nov. 2016         | 4. Okt. 2017                          | Ralph Hemecker  | Jane Espenson                                 | 3,56 Mio.       |
| 119        | 8         | Hinter den Spiegeln                                               | I’ll Be Your Mirror       | 13. Nov. 2016        | 4. Okt. 2017                          | Jennifer Lynch  | Jerome Schwartz & Leah Fong                   | 3,40 Mio.       |
| 120        | 9         | Aus Liebe geboren und doch verloren                               | Changelings               | 27. Nov. 2016        | 11. Okt. 2017                         | Mairzee Almas   | David H. Goodman & Brian Ridings              | 3,27 Mio.       |
| 121        | 10        | Der Retter ist weit und das Böse bereit                           | Wish You Were Here        | 4. Dez. 2016         | 11. Okt. 2017                         | Ron Underwood   | Edward Kitsis & Adam Horowitz                 | 3,27 Mio.       |
| 122        | 11        | Hilfe von Pinocchio                                               | Tougher Than the Rest     | 5. März 2017         | 18. Okt. 2017                         | Billy Gierhart  | Edward Kitsis & Adam Horowitz                 | 3,03 Mio.       |
| 123        | 12        | Mord ist das Geheimnis                                            | Murder Most Foul          | 12. März 2017        | 18. Okt. 2017                         | Morgan Beggs    | Jerome Schwartz & Jane Espenson               | 3,06 Mio.       |
| 124        | 13        | Sieh, das Böse liegt so nah                                       | Ill-Boding Patterns       | 19. März 2017        | 25. Okt. 2017                         | Ron Underwood   | Andrew Chambliss & Dana Horgan                | 2,71 Mio.       |
| 125        | 14        | Als das schwarze Herz die Liebe traf                              | Page 23                   | 26. März 2017        | 25. Okt. 2017                         | Kate Woods      | David H. Goodman & Brigitte Hales             | 2,85 Mio.       |
| 126        | 15        | Auf der Suche nach Agrabah                                        | A Wondrous Place          | 2. Apr. 2017         | 1. Nov. 2017                          | Steve Pearlman  | Jane Espenson & Jerome Schwartz               | 2,80 Mio.       |
| 127        | 16        | Mutters kleiner Helfer                                            | Mother’s Little Helper    | 9. Apr. 2017         | 1. Nov. 2017                          | Billy Gierhart  | Paul Karp Idee: Edward Kitsis & Adam Horowitz | 2,60 Mio.       |
| 128        | 17        | Öffnet die Augen                                                  | Awake                     | 16. Apr. 2017        | 8. Nov. 2017                          | Sharat Raju     | Andrew Chambliss & Leah Fong                  | 2,51 Mio.       |
| 129        | 18        | Zelenas Geschichte                                                | Where Bluebirds Fly       | 23. Apr. 2017        | 8. Nov. 2017                          | Michael Schultz | David H. Goodman & Brigitte Hales             | 2,69 Mio.       |
| 130        | 19        | Die Schwarze Fee und das Erwachen der Nacht                       | The Black Fairy           | 30. Apr. 2017        | 15. Nov. 2017                         | Alrick Riley    | Jerome Schwartz & Dana Horgan                 | 3,05 Mio.       |
| 131        | 20        | Das Lied in deinem Herzen                                         | The Song in Your Heart    | 7. Mai 2017          | 15. Nov. 2017                         | Ron Underwood   | David H. Goodman & Andrew Chambliss           | 2,87 Mio.       |
| 132        | 21        | Ohne Vergangenheit, Glauben und Hoffnung (Teil 1)                 | The Final Battle (Part 1) | 14. Mai 2017         | 22. Nov. 2017                         | Steve Pearlman  | Edward Kitsis & Adam Horowitz                 | 2,95 Mio.       |
| 133        | 22        | Letzter Kampf am Ende aller Welten (Teil 2)                       | The Final Battle (Part 2) | 14. Mai 2017         | 22. Nov. 2017                         | Ralph Hemecker  | Edward Kitsis & Adam Horowitz                 | 2,95 Mio.       |

## Staffel 7
Die Erstausstrahlung der siebten Staffel war vom 6. Oktober 2017 bis zum 18. Mai 2018 auf dem US-amerikanischen Sender ABC zu sehen. Die deutschsprachige Erstausstrahlung sendete der deutsche Pay-TV-Sender RTL Passion vom  5. September 2018 bis zum 30. Januar 2019.
| Nr. (ges.) | Nr. (St.) | Deutscher Titel                                     | Originaltitel               | Erstausstrahlung USA | Deutschsprachige Erstausstrahlung (D) | Regie              | Drehbuch                          | Zuschauer (USA) |
| ---------- | --------- | --------------------------------------------------- | --------------------------- | -------------------- | ------------------------------------- | ------------------ | --------------------------------- | --------------- |
| 134        | 1         | Henry und der gläserne Schuh                        | Hyperion Heights            | 6. Okt. 2017         | 5. Sep. 2018                          | Ralph Hemecker     | Edward Kitsis & Adam Horowitz     | 3,26 Mio.       |
| 135        | 2         | Das Leben von Piraten                               | A Pirate’s Life             | 13. Okt. 2017        | 12. Sep. 2018                         | Tara Nicole Weyr   | Jane Espenson & Jerome Schwartz   | 2,74 Mio.       |
| 136        | 3         | Ein reines Herz für die böse Stiefmutter            | The Garden of Forking Paths | 20. Okt. 2017        | 19. Sep. 2018                         | Ron Underwood      | David H. Goodman & Brigitte Hales | 2,49 Mio.       |
| 137        | 4         | Ewig währt die Liebe von der Schönen und dem Biest  | Beauty                      | 27. Okt. 2017        | 26. Sep. 2018                         | Mick Garris        | Dana Horgan & Leah Fong           | 2,44 Mio.       |
| 138        | 5         | Die Prinzessin und der Frosch                       | Greenbacks                  | 3. Nov. 2017         | 3. Okt. 2018                          | Geofrey Hildrew    | Christopher Hollier & Adam Karp   | 2,29 Mio.       |
| 139        | 6         | Es begegnen sich die Wahrheit und die Lüge          | Wake Up Call                | 10. Nov. 2017        | 10. Okt. 2018                         | Sharat Raju        | Jerome Schwartz & Jane Espenson   | 2,37 Mio.       |
| 140        | 7         | Ein Zwerg, zu groß … und Rapunzel hoffnungslos?     | Eloise Gardener             | 17. Nov. 2017        | 17. Okt. 2018                         | Alex Kalymnios     | David H. Goodman & Brigitte Hales | 2,28 Mio.       |
| 141        | 8         | Cinderella in Wonderland                            | Pretty in Blue              | 17. Nov. 2017        | 24. Okt. 2018                         | Ralph Hemecker     | Dana Horgan & Leah Fong           | 2,28 Mio.       |
| 142        | 9         | Ach wie schlecht, dass jemand weiß …                | One Little Tear             | 8. Dez. 2017         | 31. Okt. 2018                         | Steve Pearlman     | Christopher Hollier & Adam Karp   | 2,45 Mio.       |
| 143        | 10        | Blut für den Fluch der Hexen                        | The Eighth Witch            | 15. Dez. 2017        | 7. Nov. 2018                          | Ralph Hemecker     | Jane Espenson & Jerome Schwartz   | 2,29 Mio.       |
| 144        | 11        | Madame Leota will wieder leben                      | Secret Garden               | 2. März 2018         | 14. Nov. 2018                         | Mick Garris        | Edward Kitsis & Adam Horowitz     | 2,14 Mio.       |
| 145        | 12        | Die Liebe zum Bösen                                 | A Taste of the Heights      | 9. März 2018         | 21. Nov. 2018                         | Nina Lopez-Corrado | David H. Goodman & Brigitte Hales | 2,22 Mio.       |
| 146        | 13        | Helden versuchen, Helden versagen                   | Knightfall                  | 16. März 2018        | 28. Nov. 2018                         | Steve Miner        | Jerome Schwartz & Miguel Ian Raya | 2,38 Mio.       |
| 147        | 14        | Sie war einst das Mädchen aus dem Turm              | The Girl in the Tower       | 23. März 2018        | 5. Dez. 2018                          | Antonio Negret     | Dana Horgan & Leah Fong           | 2,11 Mio.       |
| 148        | 15        | Schauderhafte Schwesternschaft                      | Sisterhood                  | 30. März 2018        | 12. Dez. 2018                         | Ellen S. Pressman  | Christopher Hollier & Adam Karp   | 2,03 Mio.       |
| 149        | 16        | Brotkrumen                                          | Breadcrumbs                 | 6. Apr. 2018         | 19. Dez. 2018                         | Ron Underwood      | Jane Espenson & Jerome Schwartz   | 2,15 Mio.       |
| 150        | 17        | Zelena und des Holzfällers Kinder Hänsel und Gretel | Chosen                      | 13. Apr. 2018        | 26. Dez. 2018                         | Lana Parrilla      | Paul Karp & Brian Ridings         | 2,18 Mio.       |
| 151        | 18        | Was wirklich ist                                    | The Guardian                | 20. Apr. 2018        | 2. Jan. 2019                          | Geofrey Hildrew    | David H. Goodman & Brigitte Hales | 2,12 Mio.       |
| 152        | 19        | Gothels Geschichte … und das erste Land ohne Magie  | Flower Child                | 27. Apr. 2018        | 9. Jan. 2019                          | Tessa Blake        | Edward Kitsis & Adam Horowitz     | 1,98 Mio.       |
| 153        | 20        | Spricht dort Henry Mills?                           | Is This Henry Mills?        | 4. Mai 2018          | 16. Jan. 2019                         | Ron Underwood      | Dana Horgan & Leah Fong           | 2,03 Mio.       |
| 154        | 21        | Und wenn sie nicht gestorben sind …                 | Homecoming                  | 11. Mai 2018         | 23. Jan. 2019                         | Steve Pearlman     | David H. Goodman                  | 2,26 Mio.       |
| 155        | 22        | … dann leben sie noch heute!                        | Leaving Storybrooke         | 18. Mai 2018         | 30. Jan. 2019                         | Ralph Hemecker     | Edward Kitsis & Adam Horowitz     | 2,27 Mio.       |

## Specials
| Nr. | Deutscher Titel        | Originaltitel                                       | Erstausstrahlung USA | Deutschsprachige Erstausstrahlung (D) | Zuschauer (USA) |
| --- | ---------------------- | --------------------------------------------------- | -------------------- | ------------------------------------- | --------------- |
| 1   | Die Magie kehrt zurück | Magic Is Coming                                     | 30. Sep. 2012        | 4. Juni 2013                          | 6,04 Mio.       |
| 2   | —                      | The Price of Magic                                  | 14. Apr. 2013        | —                                     | 5,17 Mio.       |
| 3   | —                      | Journey to Neverland                                | 29. Sep. 2013        | —                                     | 5,05 Mio.       |
| 4   | —                      | Wicked Is Coming                                    | 9. März 2014         | —                                     | 4,44 Mio.       |
| 5   | —                      | Storybrooke Has Frozen Over                         | 28. Sep. 2014        | —                                     | 5,49 Mio.       |
| 6   | —                      | Secrets of Storybrooke                              | 1. März 2015         | —                                     | 4,45 Mio.       |
| 7   | —                      | Dark Swan Rises: A Once Upon a Time Fan Celebration | 27. Sep. 2015        | —                                     | 3,20 Mio.       |
| 8   | —                      | Evil Reigns Once More                               | 25. Sep. 2016        | —                                     | 2,86 Mio.       |
| 9   | —                      | The Final Battle Begins                             | 14. Mai 2017         | —                                     | 2,82 Mio.       |

## Anmerkung
1. 1 2  Diese Episode wurde als zweistündige Sonderfolge produziert und zur Ausstrahlung in zwei Teile aufgeteilt. Die offizielle Homepage von ABC führt die Episode als zwei einzelne.